# Cremallera de Montserrat
Cremallera de Montserrat – kolej zębata w Katalonii (Hiszpania) w masywie górskim Montserrat, funkcjonująca w latach 1892–1957 oraz ponownie od 2003 roku.

## Historia
Linia kolejowa została otwarta w 6 października 1892 roku zastępując dyliżans, który dowoził zaopatrzenie i pielgrzymów do klasztoru na szczycie góry. Dzięki kolei czas przewozu został skrócony z ponad 3 godzin do 1 godziny i 5 minut. Na trasie było 6 stacji i 12 przejazdów dziennie. Podczas hiszpańskiej wojny domowej służyła do transportu rannych do szpitala. Po II wojnie światowej spadła liczba pasażerów i w 1957 roku podjęto decyzję o zamknięciu linii. Wzrost liczby turystów spowodował rozpoczęcie w 2000 roku budowy nowej linii kolejowej. Została ona otwarta 11 czerwca 2003 roku. Prowadzi ze stacji w Monistrol de Montserrat do benedyktyńskiego klasztoru Montserrat. Linia łączy normalne tory z koleją zębatą. Normalny odcinek linii łączy Monistrol de Montserrat z Monistrol-Vila, a pociąg przejeżdża po drodze przez Túnel de la Foradada i atrakcyjny „Most Stulecia” (Puente del Centenario) nad rzeką Llobregat. Linia zębata zaczyna się od stacji Monistrol-Vila, ma 5 kilometrów długości, a czas przejazdu wynosi 15 minut.